# Ортодоксія
Ортодо́ксія (від грец. ὀρθοδοξία — «пряма думка», «правильне вчення», «правовірність» «православ'я»; грец. ὀρθός («прямий», «правильний») + δόξα («думка», «слава»)) — твердість у вірі або проходженні будь-якого вчення або світогляду, підтримка ухвалених позицій, консерватизм, тип релігійної свідомості (нарівні з модернізмом, відродництвом і реформаторством). Як правило, її протиставляють ортопраксії, що наголошує на правильності поведінки.

## У релігії
Платон, слідом за своїм учителем Сократом, вірив (у «Республіці»), що люди можуть «мислити» або «вірити». «Мислення» є сферою знання (episteme), а сферою віри (pistis) є «думання, переконання» (слово doxa має подвійне значення грецькою: «віра» або «слава»). Для стародавніх філософів «думка» могла привести від істинних передумов до істинних висновків, але вона не залишала впевненості щодо того, чи це було насправді. Тільки «мислення» за законами «логіки», тобто науки про закони правильного міркування, гарантувало такий результат.
У релігії ортодоксія утверджує неухильне дотримання догматів віри, основ віровчення і основних традицій. Зовнішні сторони обрядової сторони і малозначні місцеві традиції можуть змінюватися, прийняті кліром і паствою.
Українське слово «православ'я» походить від грецького  ὀρθοδοξία, де δόξα первісно мало значення не «слава», а «думка» або «вчення».

Православ'я є, перш за все, ортодоксія життя, а не ортодоксія вчення. — М. О. Бердяєв.

Ортодоксія ґрунтується на догматах.

### Приклади
- Ортодоксальний юдаїзм
- Ортодоксальне християнство
- Ортодоксальний марксизм
- Ортодоксальна медицина